# Мэй (фамилия)
Мэй — транснациональный антропоним.

Иероглиф клана Мэй

- Мэй — китайская клановая фамилия (букв. «дикая слива», мэйхуа).

Вьетнамское произношение — Май. Корейское произношение — Маэ (매). Кантонское произношение — Муй. Сяоэрцзин — 
- Мэй — европейский антропоним (May, Mey, Mae) (см. Мэй, Май)

## Известные Мэй 梅
- Мэй Баоцзю (кит. 梅葆玖; 1934—2016) — исполнитель ролей женского амплуа «дань» в Пекинской опере, сын Мэй Ланьфана.
- Мэй Ванесса (陳美, 1978 г.р.) — известная скрипачка, композитор.
- Мэй Вэньдин (梅 文鼎 ; 1633—1721) — математик и астроном династии Цин, уроженец города Сюаньчэн провинции Аньхой.
- Мэй Жуао (梅 汝璈; 1904—1973 , Наньчан, Цзянси) — китайский юрист, участник Токийского процесса 1946 −1948 г..
- Мэй Ланьфан (кит. 梅蘭芳; 1894—1961) — исполнитель ролей женского амплуа «дань» в Пекинской опере.
- Мэй Сыпин (1896—1946) — философ, один из оппонентов Го Можо.
- Мэй Яочэнь (梅 尧臣 ; 1002—1060) поэт времён династии Сун, современник Оуян Сю.

Вьетнамцы:
- Май Дык Чун (Mai Đức Chung , 1951 г.р., Ханой) вьетнамский футболист, тренер вьетнамского клуба Биньзыонг (Bình Dương).